# Bombardier Q Series
De Havilland Canada DHC-8 / Q серия  или Де Хэвилленд Канада Дэш 8 (также обозначается как DHC-8) — канадский двухмоторный турбовинтовой ближнемагистральный военно-транспортный, пассажирский самолёт для линий малой и средней протяжённости, разработанный и выпускавшийся канадской авиастроительной компанией De Havilland Canada до 1992 года. С 1992 года по настоящее время Bombardier DHC-8 производится канадской авиастроительной компанией Bombardier Aerospace, которая в 1992 году выкупила компанию De Havilland Canada у американской авиастроительной компании Boeing.
С 1996 года самолёт носит обозначение Q — серия от английского слова «тихий» (англ. quiet), благодаря установленной системе активного шумоподавления (англ. Active Noise and Vibration Suppression (ANVS) system), разработанной для снижения уровня шума в салоне самолёта и снижения вибрации до уровня турбореактивных авиалайнеров. По состоянию на 30 сентября 2016 года построено 1202 самолёта Bombardier DHC-8 всех модификаций.
Одной из важных особенностей данного воздушного судна является то, что он допущен для эксплуатации на аэродромах с грунтовыми ВПП.
В России эксплуатируется в основном в регионах с условиями сходными Канадскому северу (на Дальнем Востоке).

## История самолёта
В 1970-х годах De Havilland Canada вложила значительные средства в свой проект Dash 7, сконцентрировавшись на СУВП и производительности на коротких взлетно посадочных полосах, традиционной области деятельности компании. Использование четырёх двигателей средней мощности с большими четырёхлопастными винтами привело к сравнительно более низкому уровню шума, что в сочетании с его превосходными характеристиками СУВП сделало Dash 7 пригодным для работы на небольших городских аэропортах, что, по мнению DHC, было бы привлекательным для рынка. Тем не менее, только несколько авиаперевозчиков использовали Dash 7, так как большинство региональных авиакомпаний были более заинтересованы в эксплуатационных расходах, а не в использовании коротких взлетно-посадочных характеристик.
В 1980 году компания de Havilland отреагировала отказом от требований к работе на коротких взлетно посадочных полосах и адаптацией базовой компоновки Dash 7 для использования только двух более мощных двигателей. Поставщик двигателей Pratt & Whitney Canada разработал новые двигатели серии PW100 для этой роли, более чем удвоив мощность своего PT6. Первоначально обозначенный как двигатель PT7A-2R, позже он стал PW120. Когда 19 апреля 1983 года был выпущен Dash 8, за пять лет на пяти испытательных двигателях серии PW100 было накоплено более 3800 часов испытаний. Первый полет Dash 8 состоялся 20 июня 1983 года.
Сертификация двигателя PW120 была завершена 16 декабря 1983 года.

## Модификации

### Серия 100

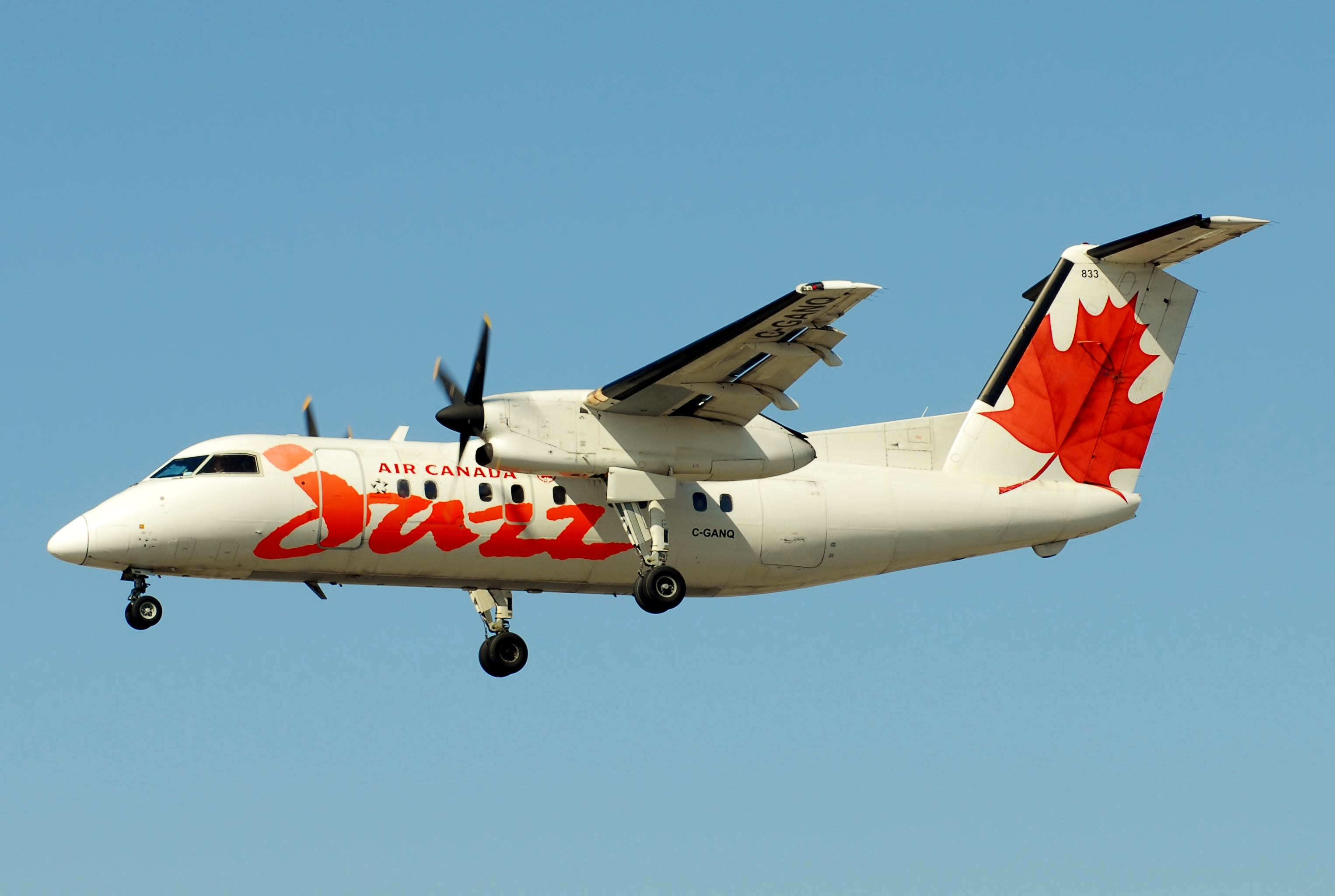
DHC-8-100 Air Canada Jazz

- Bombardier DHC-8-100 — первая пассажирская модификация самолёта Bombardier DHC-8 пассажировместимостью на 37 — 40 пассажиров, введённая в эксплуатацию в 1984 году. На ранние экземпляры самолётов были установлены двигатели Pratt & Whitney PW 120, производящиеся американской двигателестроительной компанией Pratt & Whitney. 13 декабря 1985 года был сертифицирован Управлением Гражданской Авиации CAA. На более поздние самолёты DHC-8-100 стали устанавливать более усовершенствованные двигатели Pratt & Whitney PW 121, мощностью 1800 л. с. (1343 кВт). В 1990 году самолёт с новыми двигателями Pratt & Whitney PW 121 сертифицирован Управлением Гражданской Авиации (CAA).
- DHC-8M-100 — транспортная модификация самолёта Bombardier DHC-8. Произведено 2 самолёта данной модификации для транспортной авиации Канады.
- Bombardier CC-142 — военно-транспортная модификация самолёта Bombardier DHC-8, предназначенная для ВВС Канады в Европе.
- Bombardier CT-142 — учебно-тренировочная модификация самолёта Bombardier DHC-8, предназначенная для обучения штурманов ВВС Канады.

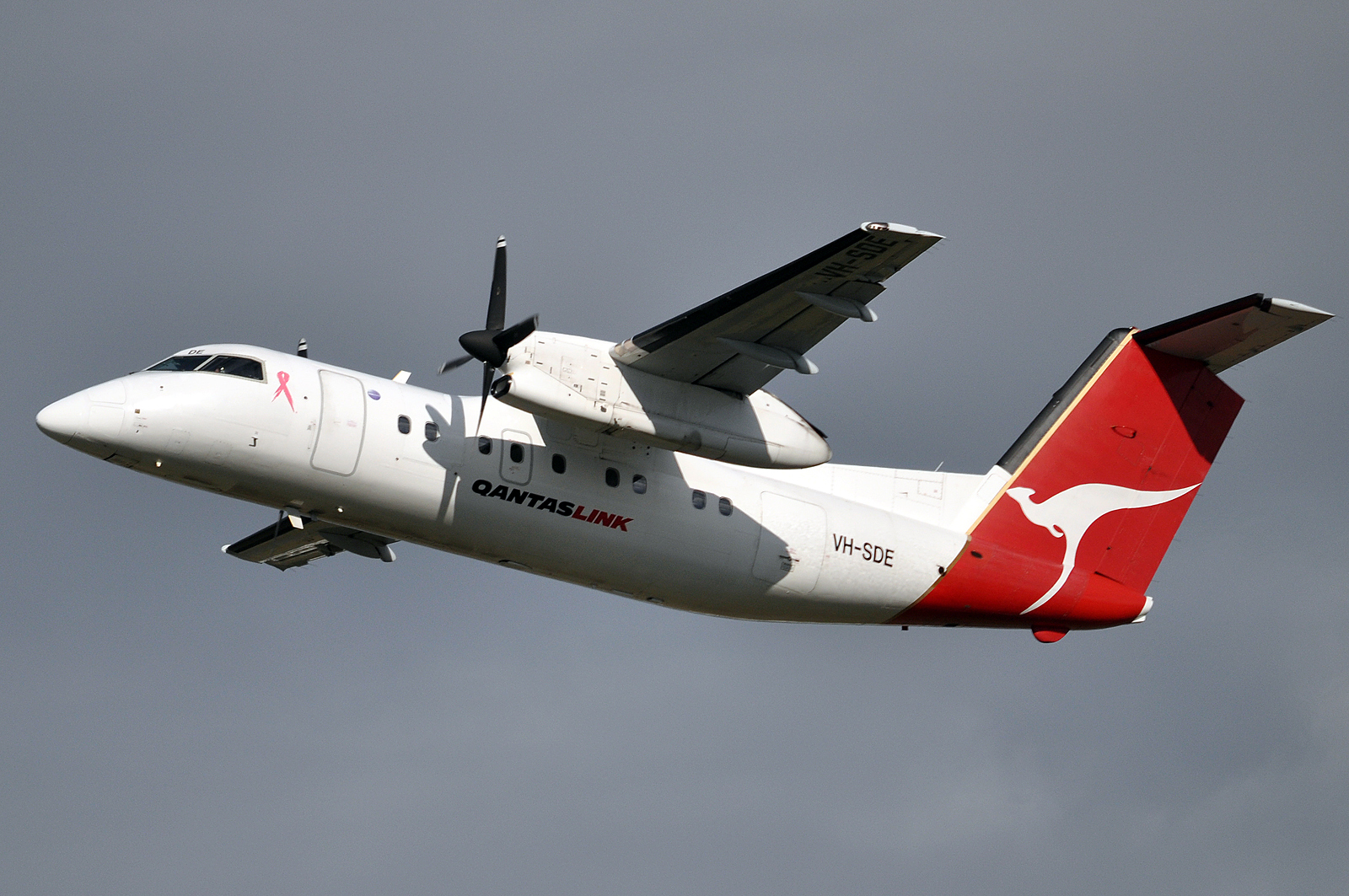
DHC-8-200 QantasLink

- Bombardier E-9A — патрульная модификация самолёта Bombardier DHC-8, предназначенная для ВВС США, которая используется для обеспечения военных учений США в Мексиканском заливе. 2 самолёта базируются на американском военном аэродроме Tyndall AFB, расположенном в штате Флорида (США).

### Серия 200
- Bombardier DHC-8-200 — модификация пассажирского самолёта Bombardier DHC-8 пассажировместимостью 37 — 39 человек, аналогичная модификации Bombardier DHC-8-100, но с более мощными двигателями Pratt & Whitney PW123 мощностью 2150 л. с. (1604 кВт).
- DHC-8-Q200 — пассажирская модификация самолёта Bombardier DHC-8, аналогичная модификации Bombardier DHC-8-200, но с наличием системы активного шумоподавления (Active Noise and Vibration Suppression (ANVS) system).

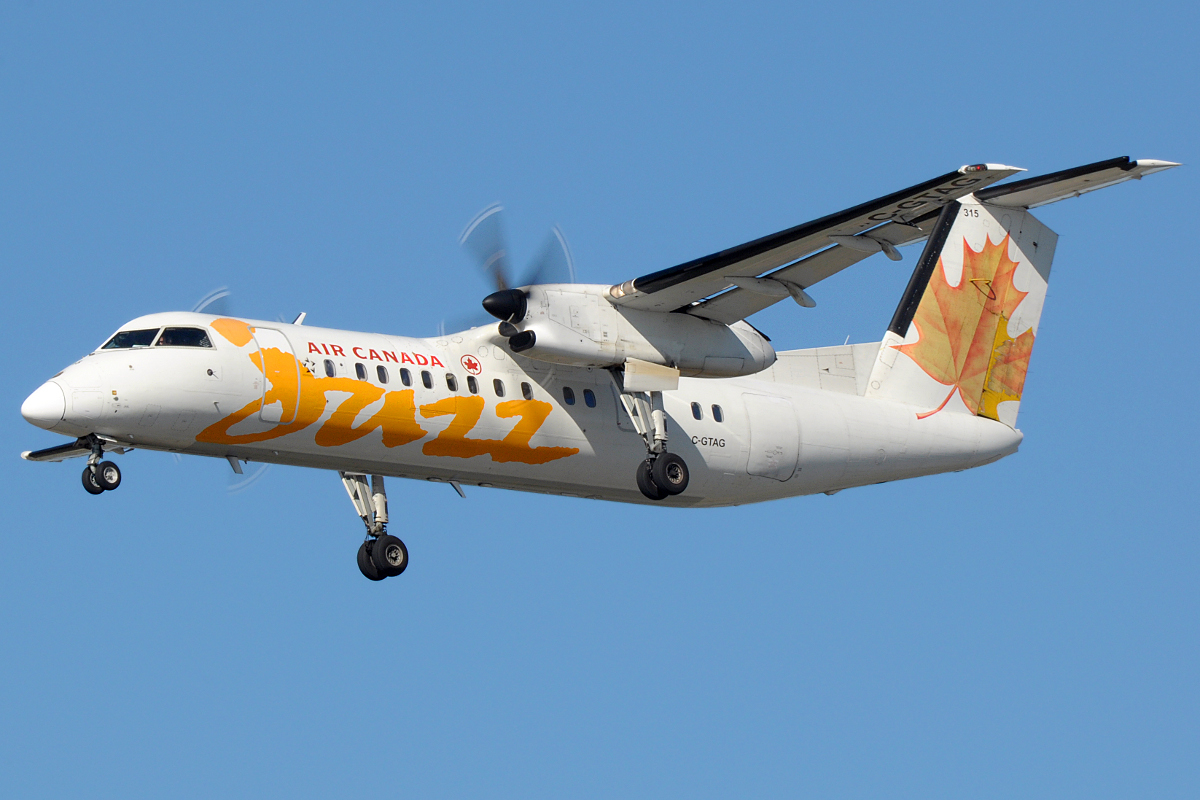
DHC-8-300 Air Canada Jazz

### Серия 300
- DHC-8-300: Удлинённая на 3,43 м версия, 50-56 местный пассажирский самолёт, введённый в эксплуатацию в 1989. Оснащался двигателями PW123 или PW123B или PW123E, мощностью 2500 л. с. (1865 кВт).
- DHC-8-300A: Модификация DHC-8-300 с увеличенной полезной нагрузкой.
- Q300: Модификация DHC-8-300 с системой активного шумоподавления (ANVS).

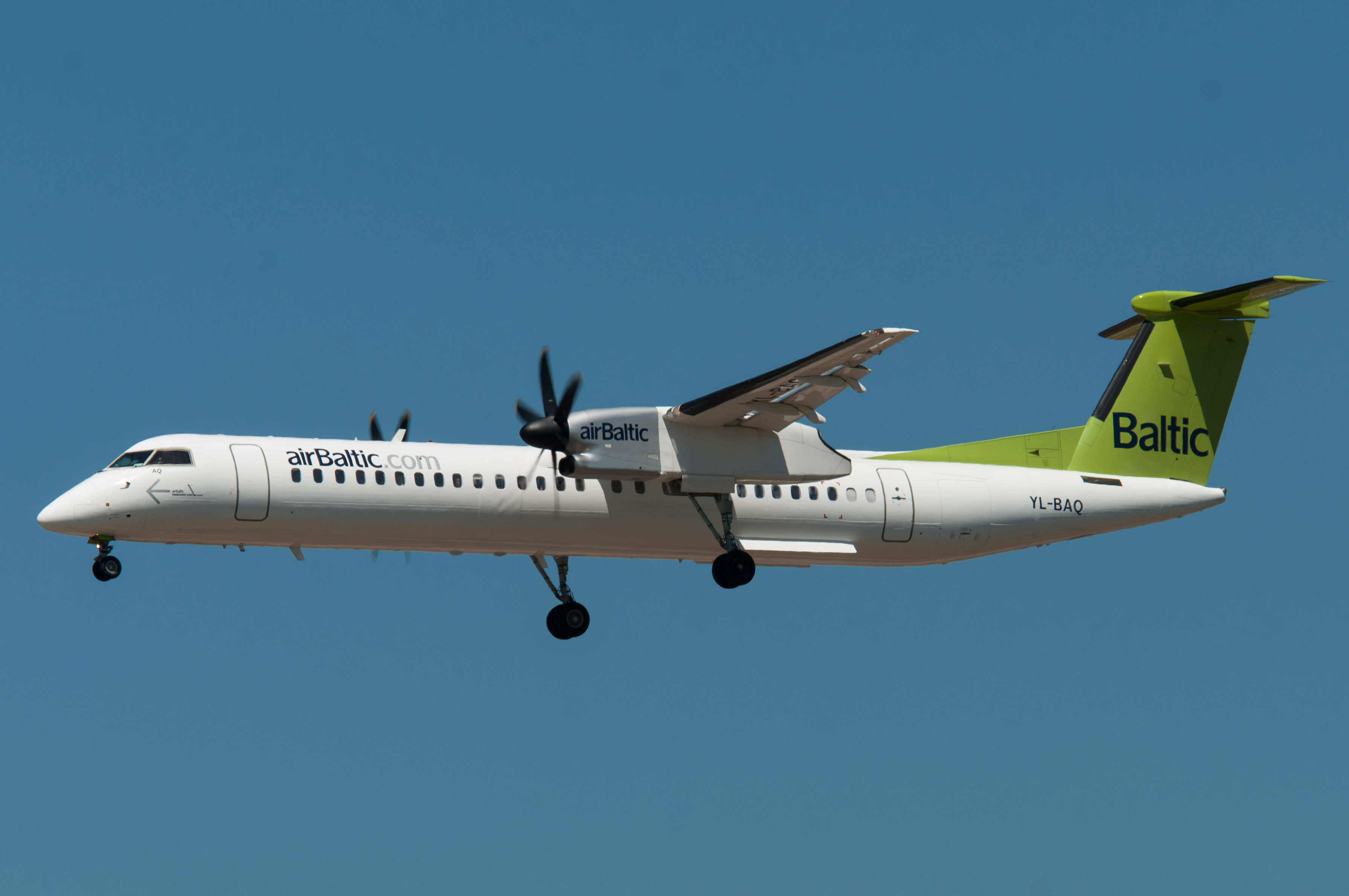
DHC-8-400 AirBaltic

### Серия 400
- DHC-8-Q400: Увеличенная модификация, 70-78-местный пассажирский самолёт, введённый в эксплуатацию в 2000 году. Крейсерская скорость на 140 км/ч выше, чем у предыдущих версий, и составляет 667 км/ч. Самолёт оснащён двигателями PW150A, максимальной мощностью 5143 л. с. (3783 кВт) (крейсерская мощность 4919 л. с. (3618 кВт)). Практический потолок составляет 7600 м для стандартных вариантов; для самолётов, оснащённых выпадающими кислородными масками пассажиров, потолок составляет 8200 м. Все самолёты модификации Q400 имеют систему активного шумоподавления (ANVS).
- DHC-8-Q400 Next Generation: Модификация Q400 с улучшенным салоном, освещением, иллюминаторами, верхней багажной полкой и с уменьшенными расходом топлива и стоимостью обслуживания.
- DHC-8-Q400-MR: Противопожарная модификация Q400 для French Sécurité Civile, приспособленная для сброса до 2600 галлонов противопожарного реагента или воды на очаг возгорания.

## Лётно-технические характеристики

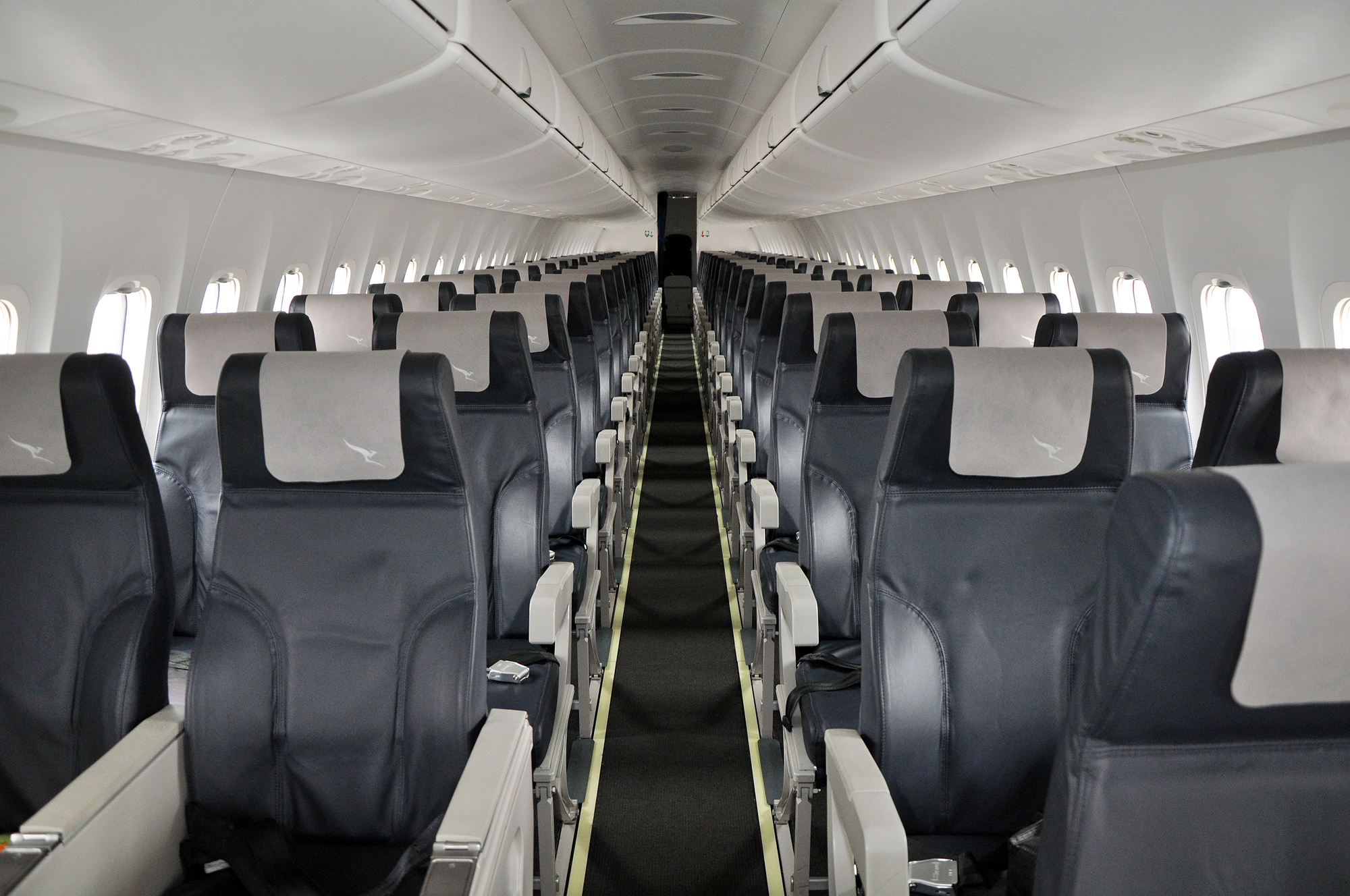
Пассажирский салон самолёта DHC-8-400

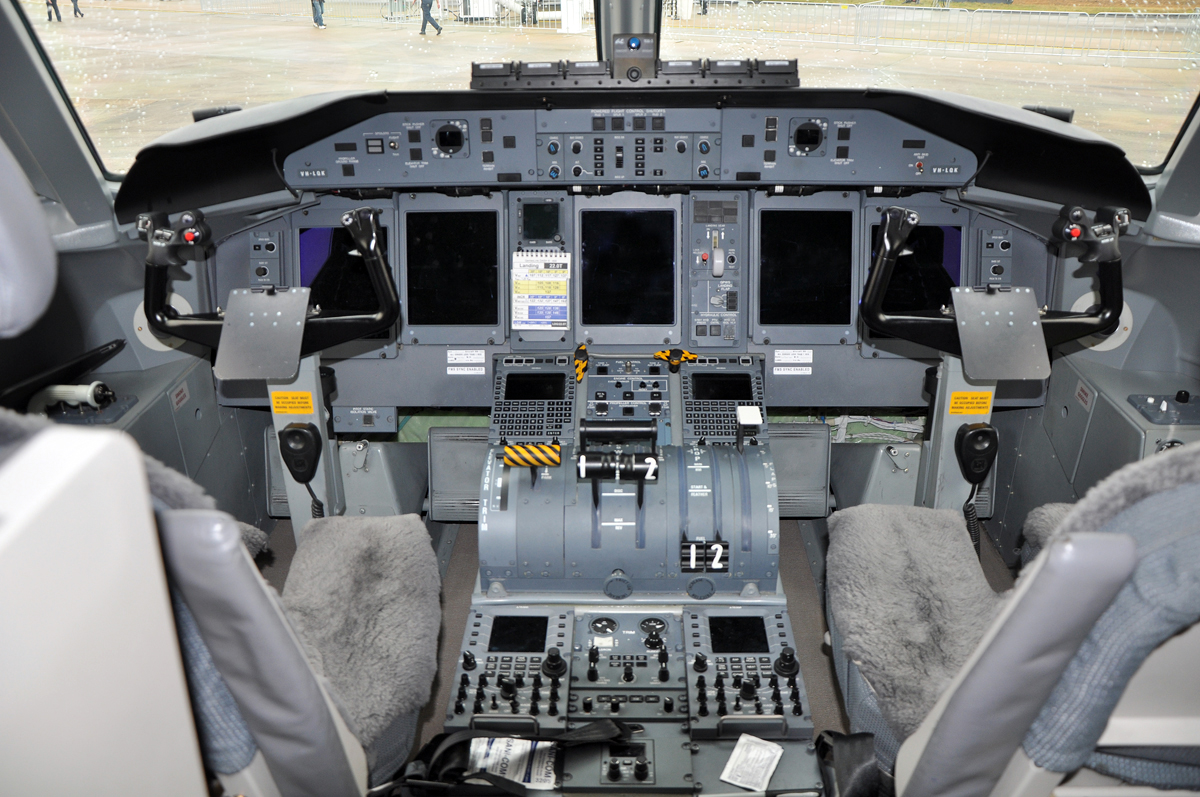
Кабина пилотов DHC-8-400

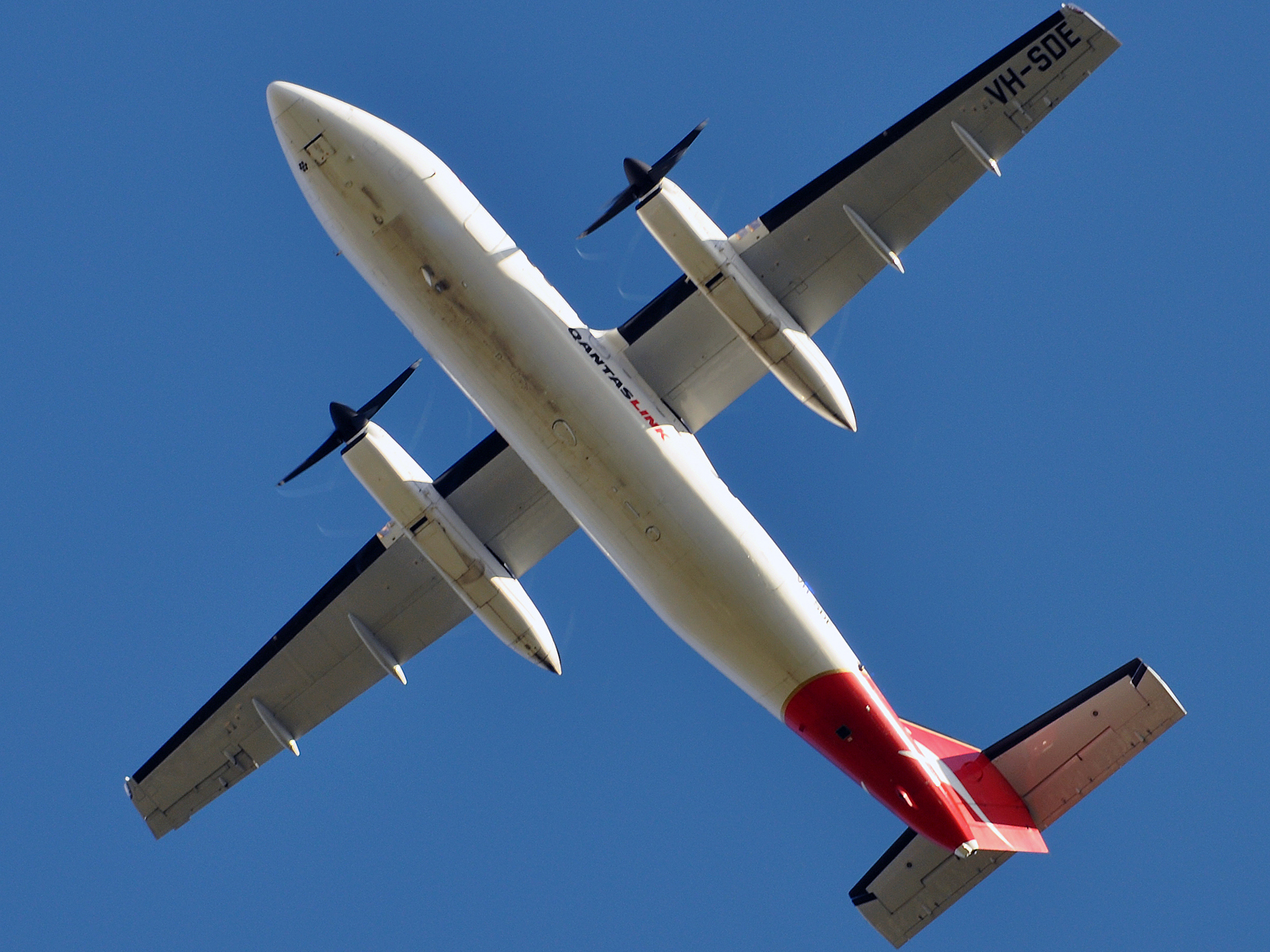
DHC-8-200 вид снизу

|                                                         | Q200            | Q300            | Q400            |
| ------------------------------------------------------- | --------------- | --------------- | --------------- |
| Начало эксплуатации                                     | 1995            | 1989            | 2000            |
| Технические характеристики                              |                 |                 |                 |
| Экипаж                                                  | 2 человека      | 2 человека      | 2 человека      |
| Типовая пассажировместимость                            | 37 (один класс) | 50 (один класс) | 70 (один класс) |
| Пассажировместимость                                    | 37-39           | 50-56           | 50-90           |
| Длина                                                   | 22,25 м         | 25,68 м         | 32,81 м         |
| Высота                                                  | 7,49 м          | 7,49 м          | 8,3 м           |
| Диаметр фюзеляжа                                        | 2,69 м          | 2,69 м          | 2,69 м          |
| Размах крыла                                            | 25,89 м         | 27,43 м         | 28,4 м          |
| Площадь крыла                                           | 54,4 м²         | 56,2 м²         | 63,1 м²         |
| Масса снаряжённого                                      | 10 483 кг       | 11 791 кг       | 17 185 кг       |
| Масса самолёта без топлива                              | 14 696 кг       | 17 917 кг       | 25 855 кг       |
| Максимальная взлётная масса                             | 16 466 кг       | 19 505 кг       | 29 257 кг       |
| Максимальная посадочная масса                           | 15 649 кг       | 19 051 кг       | 28 009 кг       |
| Масса коммерческой нагрузки с полным запасом топлива    | 3407 кг         | 5138 кг         | 8670 кг         |
| Запас топлива                                           | 3160 л          | 3160 л          | 6526 л          |
| Двигатели                                               | 2× PW123C/D     | 2× PW123B       | 2× PW150A       |
| Габариты пассажирского салона                           |                 |                 |                 |
| Максимальная ширина салона                              | 2,03 м          | 2,03 м          | 2,03 м          |
| Длина салона                                            | 9,1 м           | 12,6 м          | 18,8 м          |
| Лётные характеристики                                   |                 |                 |                 |
| Крейсерская скорость                                    | 537 км/ч        | 528 км/ч        | 667 км/час      |
| Практическая дальность с типовой коммерческий нагрузкой | 1713 км         | 1558 км         | 2040 км         |
| Практическая дальность (с LR баками)                    | н/д             | 2034 км         | 2522 км         |
| Длина разбега (с максимальной взлётной массой)          | 1000 м          | 1178 м          | 1402 м          |
| Практический потолок                                    | 7620 м          | 7620 м          | 8230 м          |

## Заказы и поставки
| Модель | Заказано | Поставлено | Невыполненные заказы |
| ------ | -------- | ---------- | -------------------- |
| Q100   | 299      | 299        | 0                    |
| Q200   | 105      | 105        | 0                    |
| Q300   | 267      | 267        | 0                    |
| Q400   | 638      | 586        | 52                   |
| Итого  | 1309     | 1257       | 52                   |

Источник: Program Status Report — Q-Series aircraft on December 31, 2018

## Авиакомпании-операторы
| - Аврора — 11 - Якутия — 4 - Air Canada Jazz — 75 - Air Canada Express — 86 - Air Creebec — 8 - Air Inuit — 7 - Air Tanzania — 5 - Porter Airlines — 29 - ANA Wings — 24 - Arik Air (Нигерия) — 4 - ASKY Airlines — 2 - Ethiopian Airlines — 23 - Flybe — 54 - Horizon Air — 40 - Philippine Airlines — 8 - Asman Airlines — 2 | - Qazaq Air — 5 - Olympic Air — 10 - SATA Air Açores — 6 - QantasLink (включая Eastern Australia Airlines и Sunstate Airlines) — 97 - Skippers Aviation — 10 - Skytrans Airlines — 15 - Surveillance Australia — 11 - Air New Zealand Link (включая Air Nelson) — 23 - Luxair — 4 - Austrian Airlines — 18 - Widerøe — 40 - CEM Air — 4 - SpiceJet — 24 - Air Iceland — 6 - LOT — Polish Airlines — 12 - Air Greenland — 7 - Jambojet — 6 |

## Потери самолётов
По данным сайта Aviation Safety Network, по состоянию на 3 января 2024 года в общей сложности в результате катастроф и серьёзных аварий были потеряны 34 самолёта DHC-8 различных модификаций. Всего в этих происшествиях погибли 184 человека. Кроме того, DHC-8 пытались угнать 7 раз, при этом погиб только 1 сотрудник угнавший самолёт из-за суицидальных побуждений.
| Дата       | Бортовой номер | Место происшествия         | Жертвы  | Краткое описание |
| ---------- | -------------- | -------------------------- | ------- | --- |
| 15.04.1988 | N819PH         | Сиэтл                      | 0/40    | Грубая посадка с горящим двигателем. |
| 21.11.1990 | HS-SKI         | Самуй                      | 38/38   | Разбился при заходе на посадку из-за ошибок экипажа. |
| 06.06.1993 | D-BEAT         | Париж                      | 4/23    | Не смог изменить курс посадки. |
| 09.06.1995 | ZK-NEY         | Палмерстон-Норт            | 4/21    | Экипаж отвлекло от пилотирования решение проблем с шасси. |
| 14.06.2001 | LN-WIS         | Ботсфьорд                  | 0/27    | Грубая посадка. |
| 07.12.2002 | B-3567         | Сиань                      | 0/н.д.  | При запуске двигателей врезался в терминал. |
| 01.05.2005 | LN-WIK         | Хаммерфест                 | 0/30    | Сломал стойку шасси после жёсткой посадки при сильном ветре. |
| 20.04.2007 | C6-BFN         | Говернорс-Харбор           | 0/48    | При посадке сломал стойку шасси. |
| 12.08.2007 | HL5256         | Пусан                      | 0/74    | Совершил жёсткую посадку и выкатился за пределы ВПП. |
| 09.09.2007 | LN-RDK         | Ольборг                    | 0/73    | При приземлении подломилась правая стойка шасси, сломалась часть правого крыла. |
| 12.09.2007 | LN-RDS         | Вильнюс                    | 0/52    | При заходе на посадку в аэропорту Паланга не выпустились передняя и правая стойки шасси. При аварийной посадке в Вильнюсе передняя и правая стойки шасси не встали на замок и подломились.                                            |
| 12.02.2009 | N200WQ         | Буффало                    | 1+49/49 | Рухнул на жилой дом при заходе на посадку из-за ошибок экипажа — пилоты из-за усталости не отреагировали на предупреждение компьютера и совершили ряд критических ошибок, которые привели к сваливанию и потере управления.           |
| 19.11.2009 | N355PH         | Колокани                   | 0/9     | Аварийная посадка: самолёт потерял стойку шасси и правое полукрыло. |
| 04.03.2011 | TF-JMB         | Нук                        | 0/34    | Сломал шасси при жёсткой посадке и вышел за пределы ВПП. |
| 13.10.2011 | P2-MCJ         | Маданг                     | 28/32   | Резкая потеря высоты, в связи с ураганом. |
| 10.06.2012 | V2-LGH         | Антигуа                    | 0/0     | Уничтожен пожаром. |
| 05.10.2013 | N356PH         | Аканди                     | 4/6     | Разбился во время морской операции против наркоторговцев в районе границы Колумбии с Панамой. Предположительно, борт ВВС США. |
| 29.01.2014 | OY-GRI         | Илулиссат                  | 0/15    | При посадке разрушилась левая основная стойка шасси, самолёт выкатился за пределы ВПП. |
| 06.11.2014 | C-GGBF         | Эдмонтон                   | 0/75    | При взлёте лопнула шина шасси. Во время последовавшей аварийной посадки в аэропорту вылета, произошло разрушение шасси и удар лопастей винта о ВПП. Отделившиеся лопасти пробили фюзеляж возле 7 ряда кресел.                         |
| 30.09.2015 | LX-LGH         | Саарбрюккен                | 0/20    | Самолёт при подъёме упал на взлётно-посадочную полосу с убранным шасси и остановился около 360 м до конца ВПП. |
| 17.09.2016 | YL-BAI         | Рига                       | 0/н.д.  | При посадке не вышла передняя стойка шасси. |
| 23.02.2017 | G-JECP         | Амстердам                  | 0/н.д.  | Грубая посадка с полувыпущенными стойками шасси. |
| 10.01.2018 | SP-EQG         | Варшава                    | 0/н.д.  | При посадке не вышла передняя стойка шасси. |
| 12.03.2018 | S2-AGU         | Катманду                   | 51/71   | Разбился при посадке из-за ошибочных действий КВС. |
| 10.08.2018 | N449QX         | Сиэтл                      | 1/1     | Был угнан из аэропорта Сиэтл/Такома 29-летним механиком авиакомпании Horizon Air Ричардом Расселом из суицидальных побуждений. Самолёт рухнул на остров Кетрон.                                                                       |
| 08.05.2019 | S2-AGQ         | Янгон                      | 0/33    | Самолёт авиакомпании Biman Bangladesh Airlines совершил жёсткую посадку в международном аэропорту Янгон в условиях ливня и сильного ветра, выкатился за пределы ВПП и разломился на три части. В результате ЧП пострадали 19 человек. |
| 14.07.2020 | 5Y-VVU         | Беледуэйне                 | 0/3     | Выкатился за пределы ВПП, врезался в насыпь и загорелся. Перевозил гуманитарную помощь. |
| 02.01.2024 | JA722A         | Токио                      | 5/6     | Самолёт Береговой охраны Японии, столкновение с Japan Airlines Airbus A350 JA13XJ в аэропорту Ханэда |
| 28.12.2024 | AC2259         | Галифакс (Новая Шотландия) | 0/73    | Жесткая посадка в аэропорту Галифакс-Стэнфилд. Причиной стало некорректное раскрытие шасси, из-за чего одна сторона лайнера накренилась и задела взлетно-посадочную полосу.                                                           |

## Похожие самолёты
- ATR 72
- Ан-24
- Saab 2000
- Ан-140
- Ил-114